# Río Rubite
El río Rubite, Robite o Rovite es un río de España de la cuenca mediterránea andaluza, que discurre en su totalidad por el territorio del este de la provincia de Málaga.

## Curso
El Rubite nace en la confluencia del río Sedella y el río Salares, ambos procedentes de la Sierra de Tejeda, cerca de la localidad de Salares. Discurre en sentido este-oeste por un recorrido de unos 22.99 km hasta su desembocadura en el río Vélez o Guaro en el límite de los términos municipales de Arenas y La Viñuela. 

## Obras hidráulicas
Ya en 1909 se solicitó al Ministerio de Fomento la construcción de un pantano sobre el río Rubite y otro sobre el río Benamargosa, con el fin de cubrir unas 1000 hectáreas de regadío. Las obras se pusieron en marcha en 1914 pero fracasaron por la destrucción ocasionada por una avenida ocurrida en 1917 entre otros motivos.
Desde 1995 el caudal del Rubite está regulado por una presa de 15 metros de altura y una longitud de coronación de 25 m. que deriva su cauce hacia el embalse de La Viñuela a través de un túnel.